# Sahlene

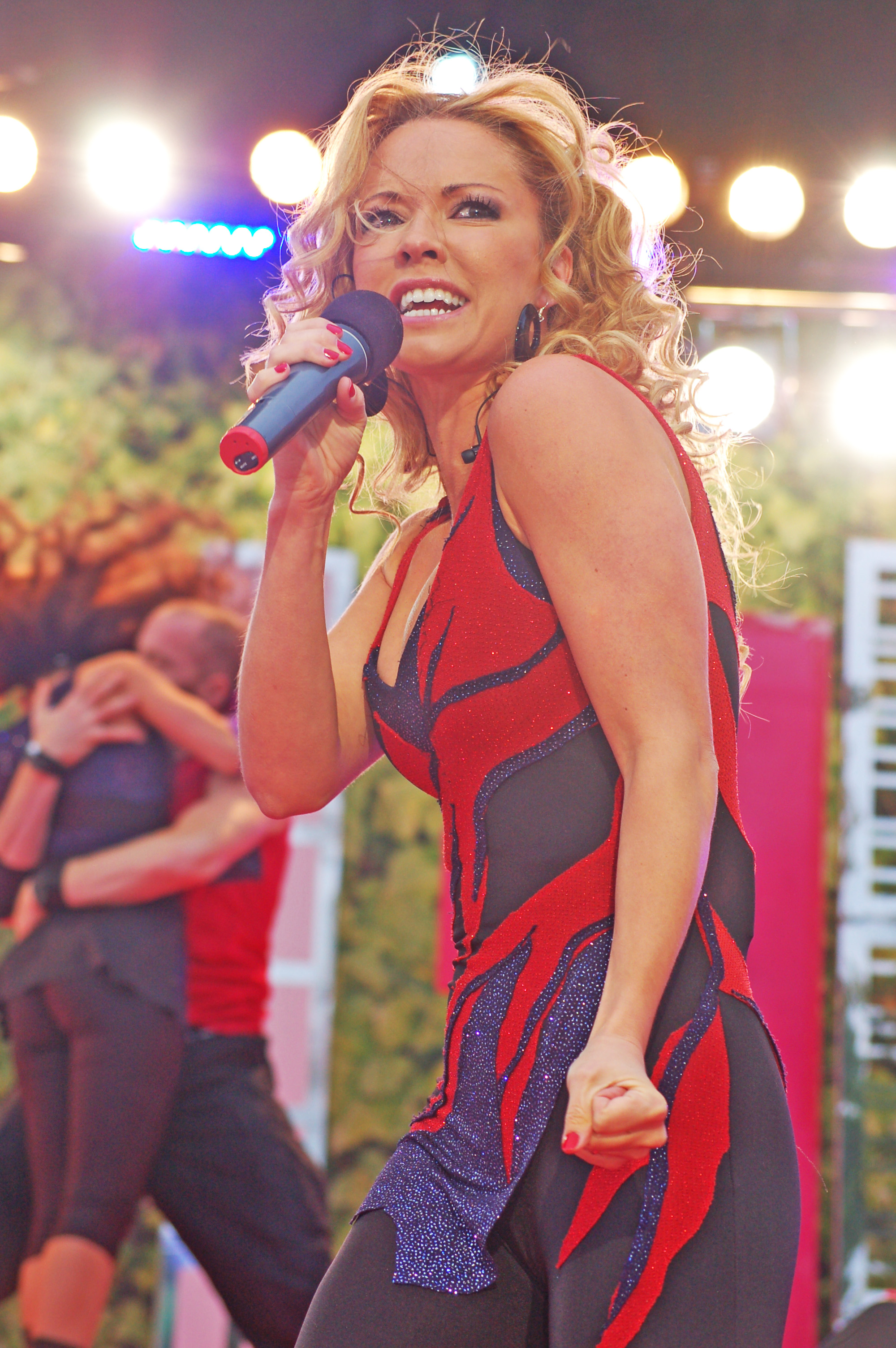
Sahlene (2008)

Sahlene (* 11. Mai 1976 in Sandarne bei Söderhamn, Schweden), bürgerlich Anna Cecilia Sahlin, ist eine schwedische Popsängerin.

## Frühe Jahre
Sahlene debütierte als Elfjährige in dem Kinderfilm Wir Kinder aus Bullerbü (Regie: Lasse Hallström nach einem Buch von Astrid Lindgren). Mit achtzehn begann sie ihre Karriere als Sängerin in der Stockholmer Band Rhythm Avenue. 1998 verließ sie die Band und war als Background-Sängerin für schwedische Showgrößen wie Eric Gadd, Carola Häggkvist, Robyn und Charlotte Perrelli tätig. Mit Letzterer gewann sie 1999 den Eurovision Song Contest in Jerusalem.

## Solosängerin
2000 erschien Sahlenes erste Single, The Little Voice. Das gleichnamige Album ist wegen Insolvenz der Plattenfirma nie erschienen. Sahlene gewann 2002 den estnischen Vorentscheid zum Eurovision Song Contest mit dem Lied Runaway (Text: Jana Hallas; Melodie: Pearu Paulus, Ilmar Laisaar und Alar Kotkas). Mit 111 Punkten erreichte sie beim Eurovision Song Contest 2002 in Tallinn den dritten Platz.
Im April 2003 gab Sahlene ihr erstes Album It's Been a While heraus. 2005 erschien ihr Album Photograph. Sie tritt heute unter dem Namen Anna Sahlene auf.

## Privatleben
Im Juni 2006 bekam Anna Sahlin eine Tochter.

## Diskografie

### Alben
- 2003: It’s Been a While
- 2005: Photograph
- 2012: Roses

### Singles
| Jahr | Titel Album                        | Höchstplatzierung, Gesamtwochen, AuszeichnungChartsChartplatzierungen (Jahr, Titel, Album, Platzierungen, Wochen, Auszeichnungen, Anmerkungen) | Anmerkungen      |
| Jahr | Titel Album                        | SE | Anmerkungen      |
| ---- | ---------------------------------- | --- | ---------------- |
| 2000 | The Little Voice It’s Been a While | SE51 (5 Wo.)SE |                  |
| 2001 | House It’s Been a While            | SE52 (1 Wo.)SE |                  |
| 2002 | Runaway It’s Been a While          | SE20 (17 Wo.)SE |                  |
| 2005 | Creeps Photograph                  | SE28 (3 Wo.)SE |                  |
| 2006 | This Woman –                       | SE19 (8 Wo.)SE |                  |
| 2009 | Killing Me Tenderly –              | SE10 (3 Wo.)SE | mit Maria Mittet |

Weitere Singles
- 2001: Fishies
- 2003: We’re Unbreakable
- 2003: No Ordinary Girl
- 2005: You Can Shine
- 2005: Photograph